# タイムコップ
『タイムコップ』（Timecop）は、1994年のアメリカ映画。マイク・リチャードソンによる同名小説を原作としたタイムトラベルSFアクション映画。ピーター・ハイアムズ監督作品。

## 概要
近未来（2004年）のワシントンD.C.を舞台に、タイムトラベルを悪用し、過去に戻り世界を支配しようともくろむ集団と時間の秩序を守る“タイムコップ”との戦いを描く。『2010年』のP・ハイアムズが、ビジュアル・コンサルタントに『ブレードランナー』のシド・ミードを招き、当時、最新のCGを駆使して描いた作品のひとつである。製作はスパイダーマン、死霊のはらわたを監督したサム・ライミ。このタイムコップは大ヒットし、主演のジャン＝クロード・ヴァン・ダムをスターダムにのし上げ、ジェイソン・スコット・リー主演でパート2も作られた。

## あらすじ
2004年、“過去にだけ戻れるタイムマシン”が開発され、普及したことに伴い、それを悪用した犯罪が多発していた。その取り締まりを行うTEC（時空管理委員会）の捜査官、マックスは、事件の捜査中、TECの中心人物であるマッコム上院議員が、その地位を悪用し、大掛かりな陰謀を企てていることを知る。やがてマックスはその発端が、10年前に起きた妻メリッサの殺害事件とつながりがあることを知り、陰謀の阻止とメリッサを守るため、1994年へと舞い戻るが・・・

## キャスト
| 役名                         | 俳優                           | 日本語吹替 | 日本語吹替 |
| 役名                         | 俳優                           | ソフト版   | テレビ朝日版 |
| ---------------------------- | ------------------------------ | ---------- | --- |
| マックス・ウォーカー         | ジャン＝クロード・ヴァン・ダム | 菅原正志   | 山寺宏一 |
| アーロン・マッコム上院議員   | ロン・シルヴァー               | 岸野一彦   | 小川真司 |
| メリッサ・ウォーカー         | ミア・サラ                     | 相沢恵子   | 日野由利加 |
| サラ・フィールディング       | グロリア・ルーベン             | 深水由美   | 弘中くみ子 |
| ユージン・マトゥーザック隊長 | ブルース・マッギル             | 村松康雄   | 玄田哲章 |
| リッキー                     | スコット・ベリス               | 石井康嗣   | 牛山茂 |
| ライル・アトウッド           | ジェイソン・ションビング       | 牛山茂     | 立木文彦 |
| ジョージ・スポタ             | スコット・ローレンス           | 松本大     | 江原正士 |
| ローレンス補佐官             | ショーン・オバーン             | 大黒和広   | 水野龍司 |
| アトレイ上院議員             | ケネス・ウェルシュ             | 仲野裕     | 筈見純 |
| マルコム・ネルソン上院議員   | マルコム・スチュワート         | 仲野裕     | 有本欽隆 |
| その他                       |                                | 坂口賢一   | 秋元羊介 中田和宏 大友龍三郎 喜多川拓郎 磯辺万沙子 笹岡繁蔵 三嶋優子 星野充昭 鳥海勝美 塚田正昭 滝沢久美子 種田文子 津村まこと |
|                              |                                |            | |
| 演出                         |                                |            | 向山宏志 |
| 翻訳                         |                                |            | 武満眞樹 |
| 調整                         |                                |            | 遠西勝三 |
| 効果                         |                                |            | VOX |
| 配給                         |                                |            | 日本ビクター |
| 製作                         |                                |            | コスモプロモーション |
| 初回放送                     |                                |            | 1996年2月18日 『日曜洋画劇場』                                                                                                 |

## スタッフ
- 製作：サム・ライミ、モシュ・ディアマント
- 監督：ピーター・ハイアムズ
- 脚本：マーク・ヴァーヘイデン
- デザイン：シド・ミード

## リブート
今後に米ユニバーサル・ピクチャーズが本作のリブートを企画している。